# Wesertal
Wesertal – miejscowość i gmina w Niemczech, w kraju związkowym Hesja, w rejencji Kassel, w powiecie Kassel. Powstała 1 stycznia 2020 przez połączenie gminy Oberweser z gminą Wahlsburg. Leży przy drodze krajowej B80. Nazwa gminy pochodzi od rzeki Wezery (Weser).
Powodem utworzenia gminy była spadająca liczba mieszkańców w obu gminach ją tworzących w ostatnich dziesięciu latach.